# Amblyseius euserratus
Amblyseius euserratus är en spindeldjursart som beskrevs av Wolfgang Karg 1993. Amblyseius euserratus ingår i släktet Amblyseius och familjen Phytoseiidae. Inga underarter finns listade i Catalogue of Life.